# Shannon Pohl
Shannon Pohl (* 9. November 1980 in Arlington Heights, Illinois, USA) ist eine US-amerikanische Badmintonspielerin. 

## Karriere
Shannon Pohl nahm an den Weltmeisterschaften 2005, 2006, 2007 und 2009 teil. Sie startete dabei jeweils im Dameneinzel. Als beste Platzierung erreichte sie dabei Rang 17 gleich bei ihrem ersten WM-Start 2005. 2007 siegte sie bei den Kenya International. 2013 gewann sie den Damendoppel-Titel bei der Makkabiade.

## Sportliche Erfolge
| Saison | Veranstaltung       | Disziplin   | Platz |
| ------ | ------------------- | ----------- | ----- |
| 2005   | Weltmeisterschaft   | Dameneinzel | 17    |
| 2006   | Weltmeisterschaft   | Dameneinzel | 33    |
| 2007   | Kenya International | Dameneinzel | 1     |
| 2007   | Weltmeisterschaft   | Dameneinzel | 33    |
| 2009   | Weltmeisterschaft   | Dameneinzel | 33    |